# Resolutie 52 Veiligheidsraad Verenigde Naties
Resolutie 52 van de Veiligheidsraad van de Verenigde Naties werd eind
juni 1948 aangenomen met negen tegen nul stemmen.
Oekraïne en de Sovjet-Unie onthielden zich.

## Inhoud
De Veiligheidsraad had de eerste drie rapporten van de Atoomenergiecommissie van de Verenigde Naties ontvangen en bestudeerd. De Secretaris-Generaal kreeg de opdracht deze rapporten met de bedenkingen van de Veiligheidsraad over te dragen aan de Algemene Vergadering en de Lidstaten van de Verenigde Naties.

## Verwante resoluties
- Resolutie 20 Veiligheidsraad Verenigde Naties vroeg de Atoomenergiecommissie snel verder te werken.
- Resolutie 74 Veiligheidsraad Verenigde Naties over twee resoluties van de Atoomenergiecommissie.

Lijst ·  38 ·  39 ·  40 ·  41 ·  42 ·  43 ·  44 ·  45 ·  46 ·  47 ·  48 ·  49 ·  50 ·  51 ·  52 ·  53 ·  54 ·  55 ·  56 ·  57 ·  58 ·  59 ·  60 ·  61 ·  62 ·  63 ·  64 ·  65 ·  66